# Teatre Municipal de São Paulo
El Teatre Municipal de São Paulo (oficialment, Theatro Municipal, mantenint l'antiga ortografia portuguesa) és un teatre situat en la ciutat de São Paulo, Brasil. Va ser inaugurat el 12 de setembre de 1911.
És considerat com un dels punts de referència de la ciutat, significatiu tant pel seu valor arquitectònic com per la seva importància històrica, ja que va ser la seu de la Setmana d'Art Modern, el febrer de 1922, que va revolucionar les arts al Brasil. Actualment l'edifici acull l'Orquestra Simfònica Municipal de São Paulo, la Coral Lírica i el Ballet Municipal de São Paulo.

## Història

### Disseny i construcció

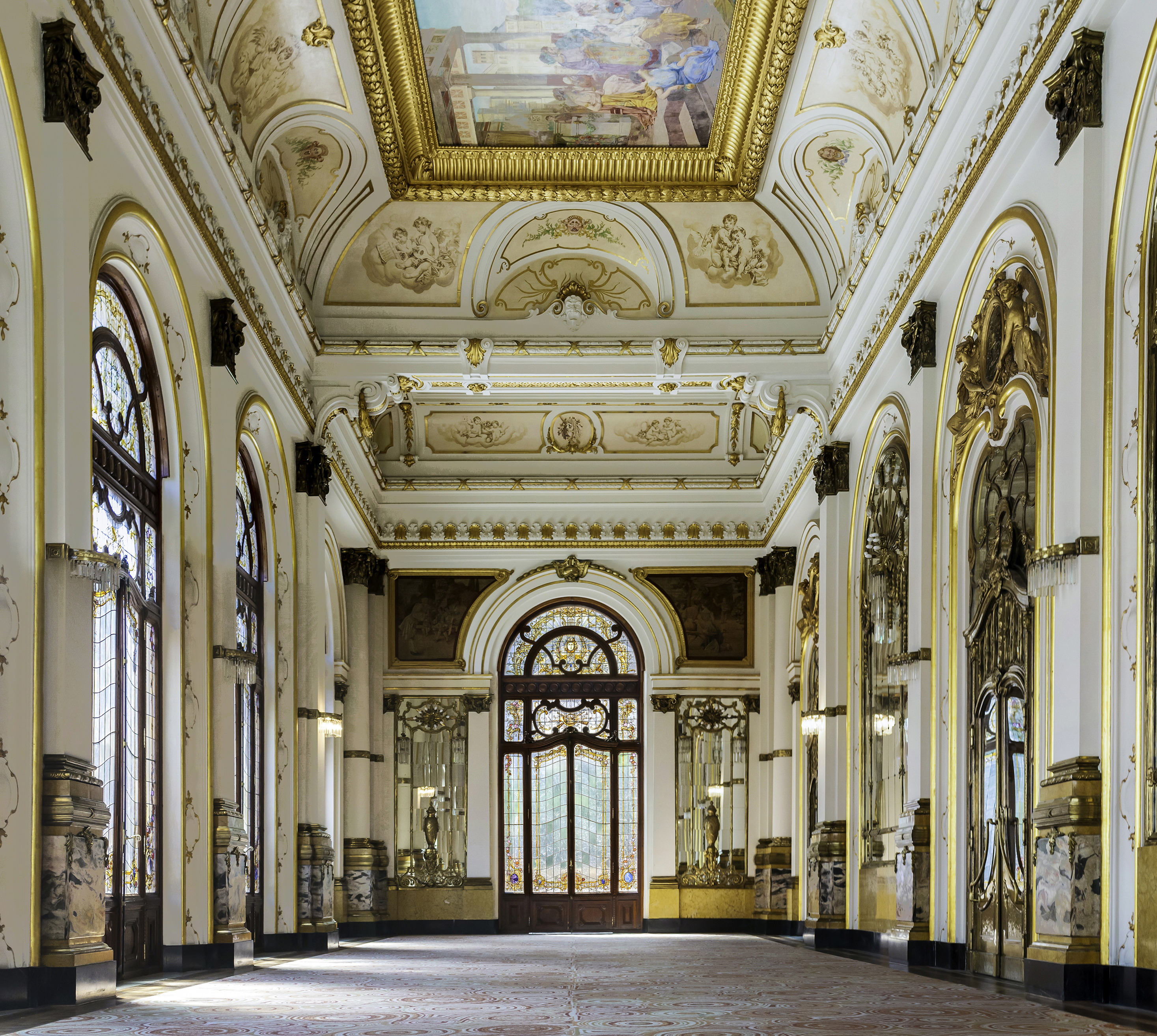
L'Habitació Noble.

El Gran Saló

La idea de construir un teatre representatiu per a la ciutat de São Paulo es va inspirar en la creixent importància de la ciutat en l'escena cultural internacional. São Paulo era habitada per la burgesia brasilera des de principis del segle xx; implicada en el cultiu de cafè. La ciutat també tenia una gran població italiana, una comunitat d'immigrants amb artistes escènics i experiència en la construcció de teatres. Els habitants de São Paulo només comptaven amb el Teatre São José, que va patir un incendi i ja no era apte per a grans produccions. Hi havia altres teatres més modestos, com el Polythéama, el Minerva i l'Apolo. L'elit paulista va reclamar la creació d'un nou teatre, amb una estructura semblant a la dels millors teatres del món, i apte per a muntar grans produccions d'òpera.
El lloc escollit per a la construcció va ser el Morro do Chá. Ramos de Azevedo va ser l'enginyer assignat a la construcció, d'estil eclèctic. També va ser ajudat per dos arquitectes italians, Cláudio Rossi i Domiziano Rossi. L'any 1903 es va iniciar la construcció, i São Paulo va guanyar una de les millors sales del món per a la presentació de produccions teatrals, principalment òperes. Com era costum en aquells temps, la majoria dels materials eren importats d'Europa, i la referència arquitectònica era el Palau Garnier de París. La construcció va durar uns 8 anys.
En la gran estrena va veure's l'òpera Hamlet, d'Ambroise Thomas. La idea inicial era presentar Il Guarany, d'Antônio Carlos Gomes, però la companyia, dirigida pel cèlebre baríton italià Titta Ruffo, no va voler incloure en el repertori obres de compositors brasilers. També havien passat altres problemes abans de la nit d'estrena. La decoració de l'escenari no havien arribat a temps, el que va provocar l'ajornament de la data d'estrena. Quan va arribar la nova data, el 12 de setembre de 1911, el resultat va superar totes les expectatives.

### Els primers anys

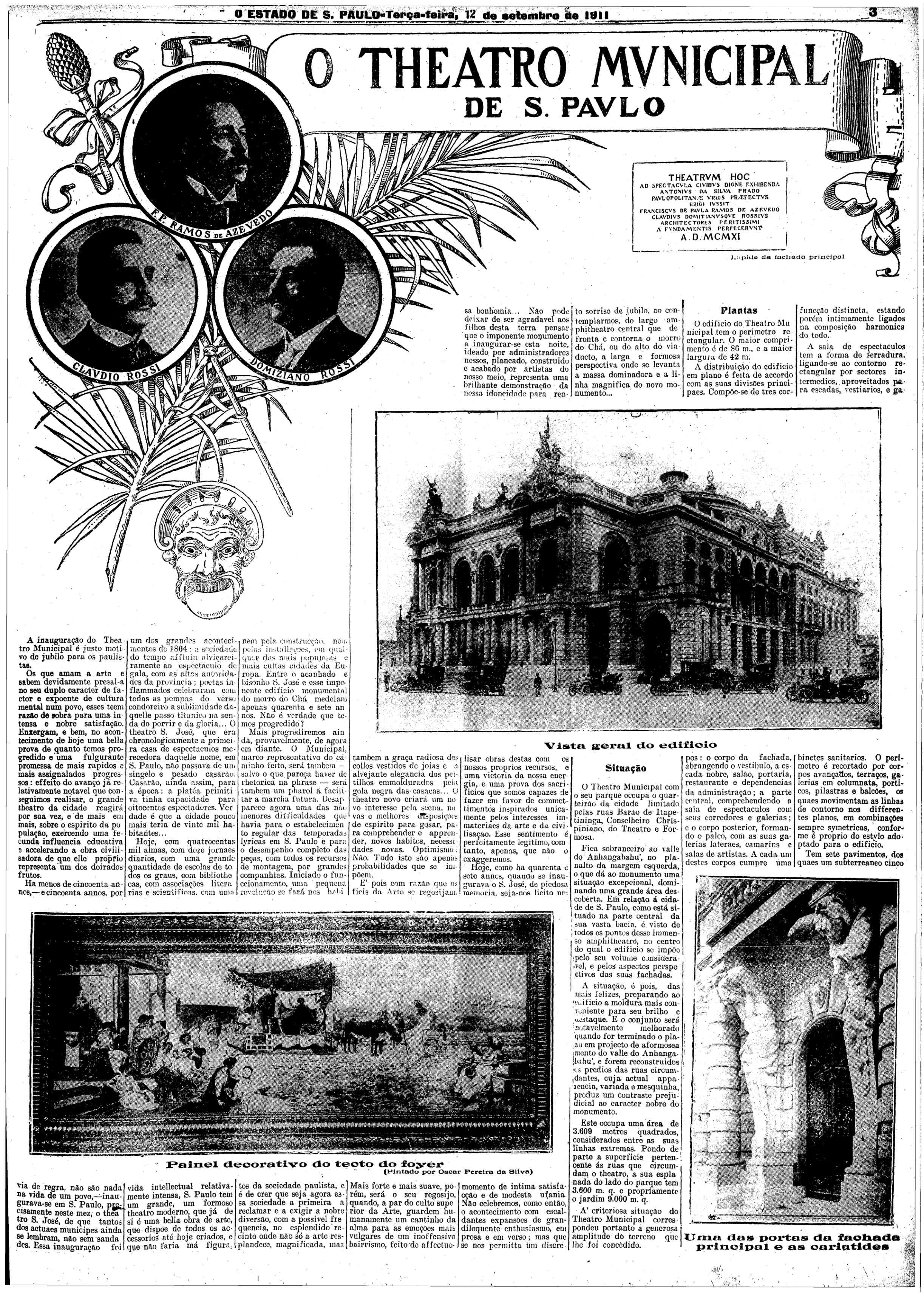
Article d'O Estado de S. Paulo, l'endemà de la inauguració.

Entre 1912 i 1926, el teatre va presentar 88 òperes de 41 compositors (italians, francesos, brasilers i alemanys), en 270 representacions. Però potser l'esdeveniment més important de la història del teatre d'aquella època i de tota la seva existència no va ser una òpera, sinó la Setmana d'Art Modern de 1922.
Entre l'11 i el 18 de febrer d'aquell any, el Theatro Municipal va acollir una exhibició artística del naixent modernisme brasiler, un moviment que pretenia trencar amb els patrons estrictes de pintura, teatre, poesia i música d'influència europea. Les nits del 13, 15 i 17 de febrer hi va haver actuacions de música, poesia i conferències. La Setmana va presentar artistes que s'havien de convertir en alguns dels noms més celebrats del moviment, com ara: Mário de Andrade -escriptor, músic i folklorista-, Oswald de Andrade -escriptor- i Tarsila do Amaral, Anita Malfatti i Menotti Del Picchia -tots tres pintors. Aquests artistes van formar el famós "Grup dels Cinc". Victor Brecheret -escultor-, Heitor Villa-Lobos -compositor- i Emiliano Di Cavalcanti -pintor- van ser altres personatges famosos que hi van participar.

### De mitjans delseglexxals nostres dies
Amb el pas dels anys, el teatre, que s'havia dedicat gairebé en exclusiva als concerts d'òpera, va acollir també altres esdeveniments artístics, com ara actuacions de ballarines de prestigi com Anna Pàvlova i Isadora Duncan.
A la dècada del 1950, l'alcalde Jânio Quadros va encarregar la primera reforma de l'edifici. Trenta anys després, de nou amb Quadros a l'alcaldia, el teatre va passar per noves reformes. La seva finalitat principal era restaurar les obres originals de Ramos de Azevedo. La façana exterior va ser restaurada amb pedra de la mateixa pedrera que havia subministrat el material a principis de segle. També es van actualitzar la il·luminació de l'escenari i les instal·lacions dels camerinos. La restauració es va acabar l'any 1991, ja sota l'alcaldia de Luiza Erundina.
Entre 2008 i 2011 es va produir una nova reforma, on a més de retocs estètics, es va refer tot l'apartat sonor, acústic i mecànic de la sala.

## Personalitats que hi van actuar
Amb més de 100 anys, el Teatre Municipal de São Paulo és considerat un dels espais culturals més celebrats de l'Amèrica del Sud, que contínuament acull obres teatrals i òperes de grans dramaturgs i compositors, nacionals i internacionals. Artistes i celebritats de renom que van actuar al teatre van des d'actors fins a ballarines: Carla Fracci, Rudolf Nuréiev, Titta Ruffo, Enrico Caruso, Maria Callas, Bidu Sayão, Tito Schipa, Arturo Toscanini, Procópio Ferreira, Cacilda Becker, Vivien Leigh, Raymond Jérôme, Mário de Andrade, Oswald de Andrade, Tarsila do Amaral, Anita Malfatti, Menotti Del Picchia, Victor Brecheret, Heitor Villa-Lobos, Di Cavalcanti, Lasar Segall, Marcia Haydée, Mikhaïl Baríxnikov, Roger Waters, Duke Ellington, Ella Fitzgerald o Paulo Szot.